# District historique d'Upper Lake McDonald Ranger Station
Pour les articles homonymes, voir McDonald.
Le district historique d'Upper Lake McDonald Ranger Station – ou Upper Lake McDonald Ranger Station Historic District en anglais – est un district historique dans le comté de Flathead, dans le Montana, aux États-Unis. Protégé au sein du parc national de Glacier, ce district centré sur une station de rangers construite dans le style rustique du National Park Service est inscrit au Registre national des lieux historiques depuis le 16 décembre 1986.